# Horne Lake
Horne Lake är en sjö i Kanada.   Den ligger i provinsen British Columbia, i den sydvästra delen av landet, 3 700 km väster om huvudstaden Ottawa. Horne Lake ligger 118 meter över havet. Arean är 8,0 kvadratkilometer. Den sträcker sig 3,5 kilometer i nord-sydlig riktning, och 6,2 kilometer i öst-västlig riktning.
I omgivningarna runt Horne Lake växer i huvudsak barrskog. Runt Horne Lake är det glesbefolkat, med 19 invånare per kvadratkilometer.